# Aéroport Godofredo P. Ramos
L'aéroport Godofredo P. Ramos (code IATA : MPH, code OACI : RPVE), également connu sous le nom d’aéroport de Caticlan et d’aéroport de Boracay, est un aéroport international desservant la zone de la municipalité de Malay, dans la province d’Aklan aux Philippines. C’est l’une des deux portes d’entrée de l’île de Boracay, l’autre étant l’aéroport international de Kalibo à Kalibo.
L’aéroport est le quatrième aéroport le plus fréquenté des Philippines et le plus fréquenté de la région des Visayas occidentales, avec 3,8 millions de passagers en 2023.
Depuis le 7 novembre 2012, l’aéroport porte le nom officiel de feu Godofredo P. Ramos, un ancien membre du Congrès connu comme le « Père d’Aklan » car il est l’auteur d’un projet de loi proposant la séparation d’Aklan de la province de Cápiz qui a été approuvé en 1956. Cependant, le nom usuel de l’aéroport de Caticlan dérive de son emplacement dans le barangay de Caticlan, dans la municipalité de Malay.

## Histoire

### Origines
Cet aéroport a été fondé en 1935 sous le nom d’aérodrome de Tabung Point, une piste d'atterrissage d’urgence dans la municipalité de Buruanga, alors située dans la province de Cápiz. Bien que l’aéroport soit resté au même endroit, en 1949, la municipalité nouvellement formée de Malay a été séparée de Buruanga, et en 1956, la province nouvellement formée d’Aklan a été séparée de Cápiz.
Avant 1996, des compagnies aériennes charter desservaient l’aéroport jusqu’à ce qu’en avril de la même année, Asian Spirit devienne la première compagnie aérienne régulière à desservir l’aéroport, réalisant deux vols quotidiens au départ de Manille à l’aide d’avions Dash 7 d’occasion. South East Asian Airlines a suivi en 2005, en utilisant des avions Dornier 328. En février 2008, Cebu Pacific Air a ouvert des vols vers Caticlan à l’aide d’avions ATR 72-500, suivie par PAL Express le 5 mai à l’aide d’avions Dash 8 Q300.
En raison de la faible longueur de la piste d’atterrissage avant son agrandissement, l’aéroport était réservé aux petits avions. À mesure que le nombre de touristes à destination de Boracay augmentait, le trafic de passagers augmentait, provoquant une augmentation de la congestion à l’aéroport, ce qui entraînait un service peu pratique et des risques pour la sécurité des voyageurs. De 1994 à 2004, le nombre de passagers a connu une croissance annuelle moyenne de 31 %.
De plus, en cas de mauvais temps, les vols sont détournés vers l’aéroport international de Kalibo, à 68 kilomètres de Caticlan.

### Expansion
En janvier 2008, l’Autorité nationale de l’économie et du développement a approuvé l’agrandissement de l’aéroport, qui serait entrepris par la Société de développement de l’aéroport international de Caticlan (CIADC), une société privée. L’agrandissement de l’aéroport, d’un coût de 2,5 milliards d’euros, comporterait deux étapes : dans un premier temps, la construction d’un nouveau terminal de passagers de 2,1 milliards d’euros, l’extension de la piste existante de 950 mètres (3120 pieds) à 2100 mètres (6900 pieds), ainsi que la modernisation de l’équipement de l’aéroport et de l’aire de trafic existante, ce qui coûterait 360 millions d’euros. Les travaux de modernisation permettraient à l’aéroport non seulement d’accueillir des avions à réaction, mais aussi de desservir des destinations internationales.
Sollicité en tant que projet de construction-exploitation-transfert et financé par un mélange 70-30 de prêts bancaires et de capitaux du secteur privé, environ 25 % des fonds alloués seraient utilisés pour araser une colline à proximité de l’aéroport, tandis que 18 % supplémentaires seraient alloués à la remise en état des terres pour accueillir une piste prolongée. L’accord de concession d’une durée de 25 ans a été signé en 2009.
En janvier 2010, la Fondation Boracay Inc. s’est opposée au projet en raison des effets environnementaux négatifs du nivellement d’une colline près de l’aéroport. Le président du groupe de la fondation a déclaré que le nivellement de la colline endommagerait l’écosystème de Boracay, tout en affirmant que l’aéroport de Kalibo devrait être l’aéroport international pour un meilleur impact environnemental. Le groupe a également soutenu un développement limité de Caticlan pour les vols nationaux uniquement.
En avril 2010, San Miguel Corporation a acquis une participation majoritaire dans CIADC. En juin 2011, elle a alloué 300 millions de dollars américains au projet.
Le terminal de l’aéroport a subi des rénovations à partir de 2009 et a été inauguré le 25 juin 2011, sous la direction du président Benigno Aquino III.
Le 18 novembre 2016, la piste prolongée et la nouvelle aire de trafic ont été ouvertes aux opérations commerciales. La piste a été prolongée à 1800 mètres (5900 pieds). Le premier vol d’Airbus A320 à atterrir ce jour-là était le vol 2059 de Philippine Airlines au départ de Manille, un vol opéré par PAL Express. Cebu Pacific lui a emboîté le pas le 23 novembre, faisant atterrir son premier A320 sous le nom de vol 899. Les deux compagnies aériennes ont transformé sur A320 la plupart de leurs vols vers Caticlan, après avoir desservi l’aéroport exclusivement avec des avions à turbopropulseurs. Philippines AirAsia, qui exploite une flotte entièrement composée d’A320, a ouvert des vols vers Caticlan le 15 mars 2017, faisant atterrir son premier avion sous le nom de vol 221.
Les vols internationaux ont commencé le 26 décembre 2022, lorsqu’un Airbus A320 de Royal Air Philippines, exploité sous le nom de vol 258, a atterri à l’aéroport après être parti de l’aéroport international Taïwan-Taoyuan.

## Infrastructures

### Piste
L’aéroport dispose d’une seule piste de 1800 mètres (5900 pieds) et d’une largeur de 45 mètres (148 pieds). Elle peut accueillir des avions aussi gros qu’un Airbus A321. La piste mesurait auparavant 950 mètres (3120 pieds) de long et 30 mètres (98 pieds) de large, limitant l’aéroport aux petits avions à turbopropulseurs. Elle a été mise à niveau aux dimensions actuelles en 2016.
Des équipements de navigation pour les vols de nuit ont été installés sur la piste, ce qui rend l’aéroport capable d’effectuer des opérations de nuit depuis 2017. Cebu Pacific est devenue la première compagnie aérienne à opérer des vols de nuit vers l’aéroport. Pour ces vols de nuit, des avions à hélices sont encore utilisés : Cebu Pacific utilise des ATR 72 tandis que PAL utilise des De Havilland Q-400.

### Terminaux et aires de trafic
L’aéroport Godofredo P. Ramos dispose de deux terminaux passagers distincts. L’ancien terminal, situé dans le barangay de Caticlan à Malay, est actuellement utilisé pour les passagers en partance. Son ancienne aire de trafic accueillait au maximum quatre avions à turbopropulseurs. Il a été utilisé pour les passagers au départ et à l’arrivée jusqu’à l’ouverture de la nouvelle aire de trafic, dans la municipalité voisine de Nabas. Une aérogare provisoire a été construite sur la nouvelle aire de trafic. Elle est utilisée pour les passagers à l’arrivée afin de répondre à l’augmentation du trafic de passagers.
Un terminal permanent de passagers à deux niveaux est actuellement en construction. Des problèmes d’emprise ont retardé la construction du terminal, manquant ainsi son objectif initial d’achèvement en 2018. Une fois achevé en 2026, le nouveau terminal pourra accueillir sept millions de passagers par an et disposera de huit passerelles qui dépassent d’une aire de trafic à douze baies pour les avions de la famille Airbus A320. San Miguel Corporation a attribué le contrat de construction à Megawide le 28 novembre 2024.

## Compagnies aériennes et destinations
| Compagnies            | Destinations                                                                          |
| --------------------- | ------------------------------------------------------------------------------------- |
| AirSWIFT              | El Nido, Manille-N. Aquino                                                            |
| Cebgo                 | Mactan-Cebu, Clark (commence le 2 juin 2025), Manille-N. Aquino                       |
| Cebu Pacific Air      | Mactan-Cebu, Clark, Davao Manille-N. Aquino                                           |
| PAL Express           | Mactan-Cebu, Manille-N. Aquino                                                        |
| Philippines AirAsia   | Clark, Manille-N. Aquino                                                              |
| Royal Air Philippines | Manille-N. Aquino, Taipei–Taoyuan Charter : Hong Kong Nanjing Ningbo, Shanghai-Pudong |
| Sunlight Air          | Clark                                                                                 |

## Transports terrestres

### Bus et destinations
- Ceres Liner - Kalibo, Iloílo
- Ceres Tours - Iloílo
- Ceres Transport - Bacolod, Iloílo, Manille

## Incidents et accidents
Le 19 juillet 2005, l’avion RP-C2803 d’Interisland Airlines, un Yakovlev Yak-40A en atterrissage, s’est posé avant le seuil de la piste 06. Un pneu a éclaté en heurtant le bord surélevé de la piste. Lors du retrait de l’avion de la piste, le train d'atterrissage s’est replié, causant des dommages importants à l’avion. L’avion était occupé par 3 membres d’équipage et 20 passagers. Il n’y a pas eu de morts.
Le 2 novembre 2006, l’avion RP-C2695 d’Interisland Airlines, un avion Yakovlev Yak-40A, est arrivé pour prendre un groupe de touristes. À l’atterrissage sur la piste 06, le pneu du train principal gauche a éclaté. L’avion a commencé à faire une embardée vers la gauche, vers l’aire de trafic où un DHC-7 venait de démarrer ses moteurs. L’équipage a évité la collision avec le DHC-7. Après avoir passé l’aire de trafic, le Yak-40 a dévié latéralement en roulant sur l’herbe du côté gauche de la piste. En raison des forces latérales, la jambe droite du train principal s’est affaissé. L’avion s’est immobilisé sur le bord de la piste. Après trois heures d’efforts, l’avion a été remorqué dans l’herbe hors de la piste. À l’arrivée, l’avion n’avait pas de passagers. Il n’y a pas eu de morts.
Le 11 janvier 2009, le vol 865 de Zest Airways, un Xian MA60 avec 22 passagers et trois membres d’équipage à bord, a dépassé la piste 06 lors de son atterrissage. Il a fait une embardée brusque vers la gauche lorsqu’il a touché la piste après le poser initial et a heurté une barrière de béton, endommageant gravement son nez. Le train d’atterrissage et les hélices de l’avion ont également subi des dommages importants. Trois personnes ont été blessées. Il n’y a pas eu de morts.
Le 25 juin 2009, le vol 863 de Zest Airways, un Xian MA60 avec 54 passagers et cinq membres d’équipage à bord, a dépassé la piste lorsqu’il a atterri à l’aéroport. L’avion a totalement perdu sa capacité de freinage, ce qui l’a fait dépasser la piste 24. Il n’y a pas eu de blessés.